# Limnodriloides maslinicensis
Limnodriloides maslinicensis är en ringmaskart som först beskrevs av Hrabe 1971.  Limnodriloides maslinicensis ingår i släktet Limnodriloides och familjen glattmaskar. Inga underarter finns listade i Catalogue of Life.